# 巴尔汰河
巴尔汰河，位于中华人民共和国内蒙古自治区东部的一条河流，是查干木伦河右岸支流，河名在蒙古语中意为“有老虎的地方”（羅馬化：bɑrtai）。巴尔汰河发源于克什克腾旗同兴镇以北的圆蛋山，蜿蜒向东流过天合园村后进入林西县，经林西县的统部镇和新林镇，于五十家子镇九连庄村（原兴隆庄乡）汇入查干木伦河。河流全长69.2千米，流域面积1324平方千米，河道平均比降8.5‰，年均径流量0.298亿立方米。巴尔汰河上游在克旗境内两岸山高林密，分布有天然次生林和经济林。中下游在林西县境内两岸主要为耕地，是内蒙古小麦的主产区之一。